# Helter Skelter (film)
Helter Skelter är en amerikansk TV-film från år 2004. Filmen regisserades av John Gray och är baserad på en sann historia.

## Handling
Linda Kasabian har precis lämnat sin man och tagit sitt barn med sig. Hon har inga pengar och ingenstans att ta vägen. Genom en vän hör hon talas om ett hippiekollektiv som tar emot människor i nöd, så hon bestämmer sig för att åka dit. Linda inser väldigt snabbt att allt inte står riktigt rätt till vid kollektivet, och snart börjar ledaren för kollektivet skicka ut dem på farliga "uppdrag" som innebär grov kriminalitet och mord.
Ledaren för kollektivet heter Charles Manson.

## Om filmen
Filmen är baserad på en bok av Vincent Bugliosi och är en nyinspelning av en film från år 1976. Filmen utspelar sig under slutet av 1960-talet och början av 1970-talet. Från början var det tänkt att Jeremy Davies skulle spela Charles Manson i en annan film, och han förberedde sig för rollen väldigt länge. Den filmen blev aldrig av, så Davies trodde att han hade gjort alla förberedelser i onödan. Ett par år senare skulle det göras en ny film om Manson, och då erbjöds Davies att spela huvudrollen och han tackade ja.

## Rollista i urval
- Jeremy Davies - Charles Manson
- Clea DuVall - Linda Kasabian
- Allison Smith - Patricia "Katie" Krenwinkle
- Frank Zieger - Clem Watkins
- Mary Lynn Rajskub - Lynette 'Squeaky' Fromme
- Michael Weston - Bobby Beausoleil
- Eric Dane - Charles "Tex" Watson
- Marek Probosz - Roman Polanski
- Whitney Dylan - Sharon Tate
- Chris Jacobs - Dennis Wilson